# Driver: San Francisco
Driver: San Francisco — компьютерная игра серии Driver в жанрах автосимулятор и action-adventure, разработанная студией Ubisoft Reflections и изданная компанией Ubisoft в 2011 году. Компанией «1С-СофтКлаб» игра была издана полностью на русском языке под названием «Driver: Сан-Франциско».
Действие игры происходит в Сан-Франциско. По сюжету преступник Чарльз Джерико устраивает побег из тюрьмы, в ходе которого детектив Джон Таннер оказывается тяжело ранен и впадает в кому, во время которой, тем не менее, и ведёт расследование дела. Находясь в коме, Таннер обладает способностью вселения, что позволяет игроку вселяться в различные транспортные средства. Во время прохождения необходимо выполнять различные задания — от гоночных соревнований до ловли преступников — чтобы собирать улики и, тем самым, продвигаться по сценарию. Предусмотрена также многопользовательская игра со своими уникальными видами состязаний и особенностями.
При разработке игры создатели планировали вернуть её к «корням» серии: были убраны возможности выхода из транспорта и стрельбы, однако добавлены лицензированные автомобили от реальных мировых производителей. Driver: San Francisco получила позитивные отзывы от прессы, хвалившей игровой процесс, открытый мир и разнообразие возможностей. В квартальном отчёте в конце 2011 года Ubisoft отмечали, что продажи игры идут лучше, чем ожидалось, однако в 2016 году игра стала недоступна для покупки в связи с истечением срока действия лицензионных соглашений; петиция с требованием возобновить продажи игры набрала свыше 160 тыс. подписей на сайте Change.org.

## Игровой процесс

Скриншот из игры. В данном задании требуется уйти от погони — на мини-карте в верхней части экрана красным цветом отмечено поле зрения полиции, а в левом верхнем углу указано количество преследователей

«Driver: Сан-Франциско» выполнена в трёхмерной графике. Основным режимом игры, служащим для её прохождения, является «Сюжет». В нём игроку предоставлена свобода передвижения по Сан-Франциско на одном из доступных транспортных средств. Изначально территория передвижения ограничена, но в течение прохождения постепенно открываются ранее недоступные места. По мере выполнения заданий собираются улики, которые отображаются на панели расследований. В городе есть 10 гаражей, в которых можно отремонтировать машину и приобрести новые автомобили; новые гаражи дают доступ к «водительским» состязаниям. По городу разбросаны киножетоны: сбор каждых 10 киножетонов открывает новое киносостязание для проверки водительских навыков, основанное на определённой сцене известного фильма (например, «Буллит»). Для каждого транспортного средства указаны индивидуальные значения трёх характеристики — «скорости», «мощности» и «дрифта» — каждая из которых, в свою очередь, представлена в виде 15-значной шкалы. При столкновениях транспортные средства получают повреждения, и если соответствующая шкала опустеет, то транспортное средство выходит из строя.
События в игре делятся на 3 вида — «скорость», «действия» и «трюки». В событиях вида «скорость» необходимо участвовать в гонках. Такие события могут быть как одиночными, так и командными: в последнем случае 2 участника одной команды должны пересечь финишную черту раньше участников конкурирующей команды. В событиях вида «действия» необходимо участвовать в раскрытии и устранении тех или иных преступлений — это может быть, например, задержание уличных гонщиков или обезвреживание бомб. В событиях вида «трюки» делается упор на умелое вождение — в таких событиях может потребоваться, например, проехать определённый маршрут за ограниченное время или впечатлить пассажира зрелищными манёврами на дороге. Прохождение сюжетных заданий открывает мероприятия соответствующего вида, для которых игрок волен выбирать любые транспортные средства. При переходе на следующую главу сюжета открываются также новые испытания — небольшие миссии с определёнными требованиями к транспорту и другим условиям, в которых поставлены разнообразные цели (например, прыжок на определённую длину или уничтожение требуемого количества объектов). За водительские манёвры и выполнение различных миссий игрок накапливает силу воли — внутриигровую валюту, служащую для открытия ранее недоступного контента.
При выходе машины из строя или в любое время по желанию игрока задействуется функция вселения, с помощью которой можно управлять сознанием главного героя, «пролетая» над городом и вселяясь в водителя любого транспортного средства — тем самым, игрок переключается на управление другой машины. В некоторых заданиях существуют определённые ограничения, например, невозможность вселения в автомобиль противника. В некоторых заданиях можно применить способность быстрого вселения для мгновенного переключения между основным автомобилем и машиной напарника. По мере возрастания силы воли открываются способности «форсаж» (машина резко ускоряется) и «таран» (резкий бросок машины вперёд для столкновения с противником); использовать эти особые способности можно, только когда индикатор способностей заполнен в достаточной степени (индикатор заполняется со временем и расходуется при использовании способностей). В гаражах можно приобретать «улучшения», каждое из которых покупается поуровнево (3 уровня для каждого улучшения): индикатор способностей (увеличивает длину заполнения индикатора), перезарядка (ускоряет заполнение индикатора), собиратель жетонов (увеличивает радиус обнаружения киножетонов), дополнительные поступления (увеличивает сумму начисления силы воли, поступающей каждые 20 минут) и особая камера (кинематографичный ракурс при свободном передвижении по городу и для прохождения определённых испытаний).
Если врезаться в полицейскую машину или привлечь внимание полиции при выполнении тех или иных заданий, начнётся погоня. Полиция преследует игрока, пока он находится в зоне её видимости. Иногда полиция может закрывать дорогу заграждениями из своих машин. Если скрыться из виду полиции, она некоторое время будет разыскивать игрока, и в случае неудачных поисков погоня прекращается. Напротив, если остановиться или медленно ехать рядом с полицией, то через 10 секунд игрок будет задержан. Если игрок управляет полицейской машиной (вселившись в её водителя), по городу можно начать погоню за одним из подозреваемых, и после начала погони к игроку подключаются подкрепления. По городу может уже проходить погоня за подозреваемым, и игрок волен вселиться в одного из полицейских, чтобы сразу же приступить к попытке задержания. Быстрое вселение может использоваться для перемещения между ближайшими полицейскими. Если игрок разобьёт машину подозреваемого, тот будет задержан. В случае же, если подозреваемый скроется из поля зрения на более чем 10 секунд, то погоня прекращается поражением для игрока.
После завершения прохождения режима «Сюжет» открывается «Новая игра (новые возможности)», позволяющая пройти режим заново, но с сохранением контента и возможностей, полученных при первом прохождении. Помимо «Сюжета», присутствует многопользовательская игра с технологией разделённого экрана до 2 человек (отсутствует в версии для ПК) и сетевая игра до 8 человек. В закрытые игры можно играть с друзьями, а в открытые — с игроками со всего мира. Успехи в открытых играх дают опыт и доступ к новым режимам и автомобилями для игры через Интернет, а также позволяют переходить на новые уровни. Установленные рекорды в разных видах заездов записываются в рейтинги. В сетевой игре доступны так называемые атакующие способности, например, мгновенная смена текущей машины на другую из своего профиля или импульсное вселение для ввода машины соперника в неуправляемый занос. Функция «режиссёр» позволяет записать на видео последние действия в игре, редактировать их и делиться ими с другими людьми. Кроме того, в «Driver: Сан-Франциско» действует система трофеев и достижений.

## Сюжет
Действие разворачивается через несколько месяцев после событий Driv3r. Джон Таннер (Денис Беспалый) и Чарльз Джерико (Александр Груздев) выжили после перестрелки в Стамбуле и вернулись в США. Переехав из Майами в Сан-Франциско, Таннер продолжает патрулировать улицы города. Джерико должны вынести приговор суда. Он, в свою очередь, успевает заключить договор с известным заключённым Руфусом. Джерико требует 30 миллионов долларов у Руфуса в обмен на побег. Руфусу удаётся передать Джерико капсулу с кислотой. Джерико под конвоем везут в суд, но он вскрывает капсулу и разрушает наручники. Нейтрализовав охрану, Джерико захватывает автозак. Таннер со своим напарником Тобиасом Джонсом (Пётр Иващенко) спешит на перехват, но попадает в ловушку Джерико: в попытке уехать от бронированного фургона с Джерико за рулём Таннер угодил под фуру. Чудом оставшись в живых, он впадает в кому. Лёжа в больничной палате, Таннер слышит отрывки теленовостей и интерпретирует их в своём подсознании. Пока Таннер лежит в коме, ему кажется, что у него есть способности вселяться в другие тела, и это помогает ему вести расследование вне сознания.
Джерико похищает аммиак и платину. Если их соединить, можно получить цианид водорода — ядовитый взрывоопасный газ. Но Джерико просто блефует, отвлекая внимание полиции от тюрьмы в центре города. Осознав это, Таннер усилием воли с трудом выходит из комы, взяв у Джонса ключи от его машины и помчавшись в центр. Тем временем Джерико создаёт громадную дымовую завесу в центре города, имитируя взрыв цианида водорода, освободив Руфуса. Заметив Таннера, Джерико бросается в бегство, давая Руфусу время сбежать. Погоня Таннера за Джерико приводит их на склад. Там Таннер и Джерико идут на таран, но в последнее мгновение управляющий полицейским кроссовером Джонс ударил машину Джерико в бок, не дав Таннеру разбиться. На место прибывает полиция, и Джерико вновь арестовывают. Во время титров видна погоня Таннера за нарушителем — предположительно, это Руфус.

## Разработка и выход игры
Впервые в серии в игре введены 140 полностью разрушаемых лицензированных автомобилей, включая Dodge Challenger, Dodge Viper, Alfa Romeo, Ruf, Pagani Zonda и DeLorean DMC-12. Убрана возможность выйти из автомобиля, введённая в Driver 2. Впервые в серии доступна игра через интернет в девяти различных игровых режимах.
В игре присутствуют отсылки к культовым фильмам, связанным с автомобилями и погонями, а также соответствующая графическая стилизация под старую киноплёнку. Основным нововведением стала возможность вселения, позволяющая сменять автомобили «на лету», не выходя из них. Игра располагает территорией с 335 километрами дорог — разработчики подробно воссоздали город Сан-Франциско с его известными местами и достопримечательностями, например, улицей Ломбард и мостом Золотые Ворота.
Саундтрек игры представлен композициями жанров фанк, соул, блюз, электроника и рок от известных исполнителей и групп, таких как Coldcut («Everything is Under Control»), Хаунд Дог Тэйлор («Sitting at Home Alone»), Queens of the Stone Age («The Lost Art of Keeping a Secret») и других. Во время игры есть возможность поставить проигрывание музыки на паузу, выбрать следующий или предыдущий трек. Тем большее количество композиций доступны к проигрыванию, чем больше пройдена игра. В версии для Xbox 360 есть поддержка пользовательской музыки.
Выход Driver: San Francisco состоялся 1 сентября 2011 года. 27 октября того же года вышла версия для мобильных устройств, а 8 марта 2012 года игра была портирована на Mac OS X.

## Оценки и мнения
| Сводный рейтинг       | Сводный рейтинг | Сводный рейтинг | Сводный рейтинг | Сводный рейтинг |
| Издание               | Оценка          | Оценка          | Оценка          | Оценка          |
| Издание               | PC              | PS3             | Wii             | Xbox 360        |
| --------------------- | --------------- | --------------- | --------------- | --------------- |
| GameRankings          | 76,67 %         | 79,52 %         | 65,25 %         | 81,09 %         |
| Game Ratio            | 78 %            | 78 %            | 63 %            | 78 %            |
| Metacritic            | 80/100          | 79/100          | 64/100          | 80/100          |
| MobyRank              | 80/100          | 79/100          | 65/100          | 79/100          |
| Иноязычные издания    |                 |                 |                 |                 |
| Издание               | Оценка          | Оценка          | Оценка          | Оценка          |
| Издание               | PC              | PS3             | Wii             | Xbox 360        |
| 1UP.com               | B+              | B+              | N/A             | B+              |
| AllGame               | [ 23 ]          | [ 24 ]          | [ 25 ]          | [ 26 ]          |
| CVG                   | N/A             | N/A             | N/A             | 8,5/10          |
| Destructoid           | N/A             | N/A             | N/A             | 7,5/10          |
| Edge                  | N/A             | 8/10            | N/A             | N/A             |
| Eurogamer             | N/A             | 8/10            | N/A             | N/A             |
| Game Informer         | N/A             | 8/10            | N/A             | 8/10            |
| GamePro               | N/A             | [ 32 ]          | N/A             | [ 32 ]          |
| GamesMaster           | N/A             | 90/100          | N/A             | N/A             |
| GameSpot              | N/A             | 8/10            | N/A             | 8/10            |
| GamesRadar+           | 9/10            | 9/10            | N/A             | 9/10            |
| GameTrailers          | N/A             | N/A             | N/A             | 8,2/10          |
| Giant Bomb            | N/A             | [ 38 ]          | N/A             | [ 38 ]          |
| IGN                   | 8/10            | 8/10            | 7/10            | 8/10            |
| Joystiq               | N/A             | N/A             | N/A             | [ 41 ]          |
| Nintendo Power        | N/A             | N/A             | 4,5/10          | N/A             |
| ONM                   | N/A             | N/A             | 78 %            | N/A             |
| OXM                   | N/A             | N/A             | N/A             | 7,5/10          |
| PALGN                 | N/A             | N/A             | N/A             | 7,5/10          |
| PC Gamer (UK)         | 80 %            | N/A             | N/A             | N/A             |
| Play (UK)             | N/A             | 68/100          | N/A             | N/A             |
| The Daily Telegraph   | N/A             | N/A             | N/A             | [ 48 ]          |
| The Guardian          | N/A             | [ 49 ]          | N/A             | N/A             |
| VideoGamer            | 8/10            | 8/10            | N/A             | 8/10            |
| XboxAddict            | N/A             | N/A             | N/A             | 8,3/10          |
| Русскоязычные издания |                 |                 |                 |                 |
| Издание               | Оценка          | Оценка          | Оценка          | Оценка          |
| Издание               | PC              | PS3             | Wii             | Xbox 360        |
| 3DNews                | 8/10            | N/A             | N/A             | 8/10            |
| Absolute Games        | 84 %            | N/A             | N/A             | N/A             |
| PlayGround.ru         | N/A             | N/A             | N/A             | 9/10            |
| «Игромания»           | 8/10            | N/A             | N/A             | N/A             |
| «Страна игр»          | 8/10            | 8/10            | N/A             | 8/10            |

Игра получила положительные отзывы критиков и много наград:
- Лучшая гоночная игра E3 2010 от Ripten[57];
- Была номинирована Kotaku, как лучшая игровая механика E3 2010[58];
- Второе место в номинации «Гонки года» (2011) журнала «Игромания»[59].

## Влияние
В игре Watch Dogs 2, действие которой происходит в Сан-Франциско и также разработанной Ubisoft, есть задания по подвозу пассажиров, названные Driver: San Francisco.